# 罗饶沃尔吉·伊什特万
罗饶沃尔吉·伊什特万（匈牙利語：Rózsavölgyi István，1929年3月30日—2012年1月27日），匈牙利男子田径运动员。他曾代表匈牙利参加1956年和1960年夏季奥林匹克运动会田径比赛，获得一枚铜牌。